# Скат-метелик японський
Скат-метелик японський (Gymnura japonica) — скат з роду Скат-метелик родини Скатометеликові.

## Опис
Загальна довжина сягає 65-100 см, ширина — 145 см. Голова невелика. Морда коротке. Грудні плавці поєднуються з головою, утворюючи ромбоподібний диск. Бризкальця розташовані позаду очей. Широкий рот та 5 зябрових щілей розташовано на черевній стороні. Зуби невеличкі та вузькі. Спинний, анальний та хвостовий плавці відсутні. Плавці на череві маленькі. Хвіст короткий та ниткоподібний з 1-2 шипами. Спина забарвлено у коричневий колір. Черево білувате.

## Спосіб життя
Полюбляє мілину, лагуни. Тримається піщаного та мулистого ґрунту. Живиться переважно костистими рибами.
Статева зрілість настає при розмірі у 55-59 см. Це яйцеживородний скат. Самиця народжує від 2 до 8 дитинчат.
М'ясо вживають у їжу, яке особливо смачне у літній час.

## Розповсюдження
Мешкає біля узбережжя Японії, Корейського півострова, Китаю, Тайваню та Камбоджі.